# Ululodes sinuatus
Ululodes sinuatus là một loài côn trùng trong họ Ascalaphidae thuộc bộ Neuroptera. Loài này được Banks miêu tả năm 1924.